# DLA Piper
DLA Piper är en multinationell advokatbyrå med advokater och jurister inom alla affärsjuridiska verksamhetsområden. Advokatbyrån har kontor i över 40 länder. Byråns huvudkontor i Sverige ligger i Stockholm med cirka 250 anställda.

## Verksamhetsområden
Byrån erbjuder rådgivning inom alla affärsjuridiska områden så som:
- Corporate M&A
- Bank, finans och försäkring
- Immaterialrätt och teknologi
- EU-rätt
- Konkurrensrätt
- Offentlig upphandling
- Fastighetsrätt
- Skatterätt
- Tvistelösning
- Rekonstruktion och obestånd

## Utmärkelser och samarbeten
Byrån har prisats internationellt för sitt arbete inom olika Pro bono-projekt där man bland annat stöttar Unicef med juridisk rådgivning. Medarbetare på byrån rankas också ofta i toppen av antalet genomförda ärenden i Europa. Byrån topprankas även varje år inom flera av sina verksamhetsområden av olika rankinginstitut.

## Historia

### Internationellt
Byrån har sitt internationella ursprung genom fusioner av tre stora advokatbyråer i USA och Storbritannien: San Diego-baserade Gray Cary Ware & Friedenrich LLP, Baltimore-baserade Piper Rudnick LLP och DLA LLP i Storbritannien. Byråns äldsta rötter brukar härledas till Thomas Townend Dibb (1807–1875) och Sir Charles Lupton OBE (1855–1935).

### Sverige
Den svenska byrån är, likt den internationella, bildat genom fusioner av flera advokatbyråer i Stockholm. Genom en sammanslagning 2016 av G Grönberg Advokatbyrå och DLA Piper, som tidigare hette DLA Nordic, bildades det som idag utgör DLA Pipers Sverigekontor.
Stockholmskontoret har haft flera samarbeten inom sport och media så som juridisk rådgivare till Skid-VM i Åre 2019 och stiftelsen Music Rights Awareness. Byrån har även agerat rådgivare i flera företagsrekonstruktioner och konkurser så som JC, Teknikmagasinet och Saab Automobile.